# Fonte Greyfriars Bobby

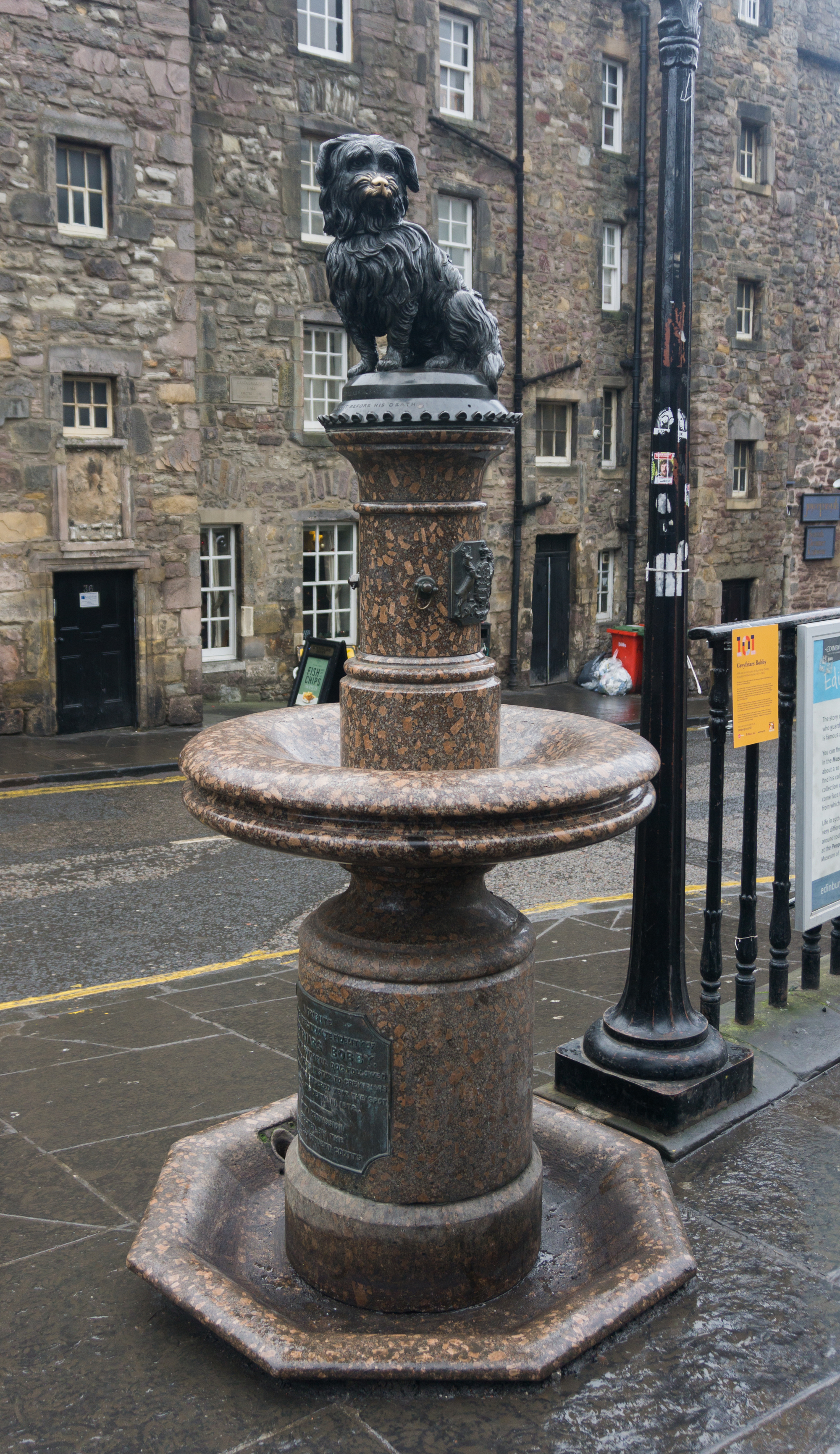
Fonte Greyfriars Bobby

Fonte Greyfriars Bobby é uma estátua de bronze em Edimburgo, Escócia, em homenagem ao cão leal Bobby. Baby era um Skye terrier do século 19 que guardou o túmulo de seu dono John Gray por quatorze anos completos até sua morte em 14 de janeiro de 1872.
O memorial foi encomendado por Angela Burdett-Coutts, presidente do Comitê de Senhoras da RSPCAO, pouco antes de o cachorro morrer, e a estátua de bronze foi feita em vida por William Brodie. Na época, Brodie estava fazendo estátuas de personagens dos romances Waverley de Walter Scott para o Monumento Scott em Princes Street.
A estátua está montada sobre uma coluna de granito polido, de 91 cm de altura e 51 cm de diâmetro, acima de uma bacia de granito polido de 91 cm de diâmetro, montada em um pedestal, com uma base octogonal. Bebedouro ao nível do solo. Placas de bronze são montadas na coluna. A fonte foi originalmente decorada com dois copos de bronze que eram presos à coluna por uma corrente. O abastecimento de água à fonte foi interrompido em 1957, e o monumento sofreu abandono até ser restaurado em 1985.
O memorial foi situado no extremo sul da ponte Jorge IV, logo após sua junção com a Chambers Street e perto da junção com Candlemaker Row, perto do Greyfriars Kirkyard e do Museu Nacional da Escócia. Foi inaugurado em 15 de novembro de 1873.
O monumento tornou-se um edifício listado de categoria A em 1977. É considerado o menor edifício listado de Edimburgo.
O nariz da estátua tornou-se recentemente uma característica popular entre os turistas, que acreditam que traz “sorte” se esfregado. O Conselho de Edimburgo desencoraja esta prática, pois causa danos à estrutura listada e os habitantes locais têm feito campanha para acabar com a recente "tradição".

## Imagens

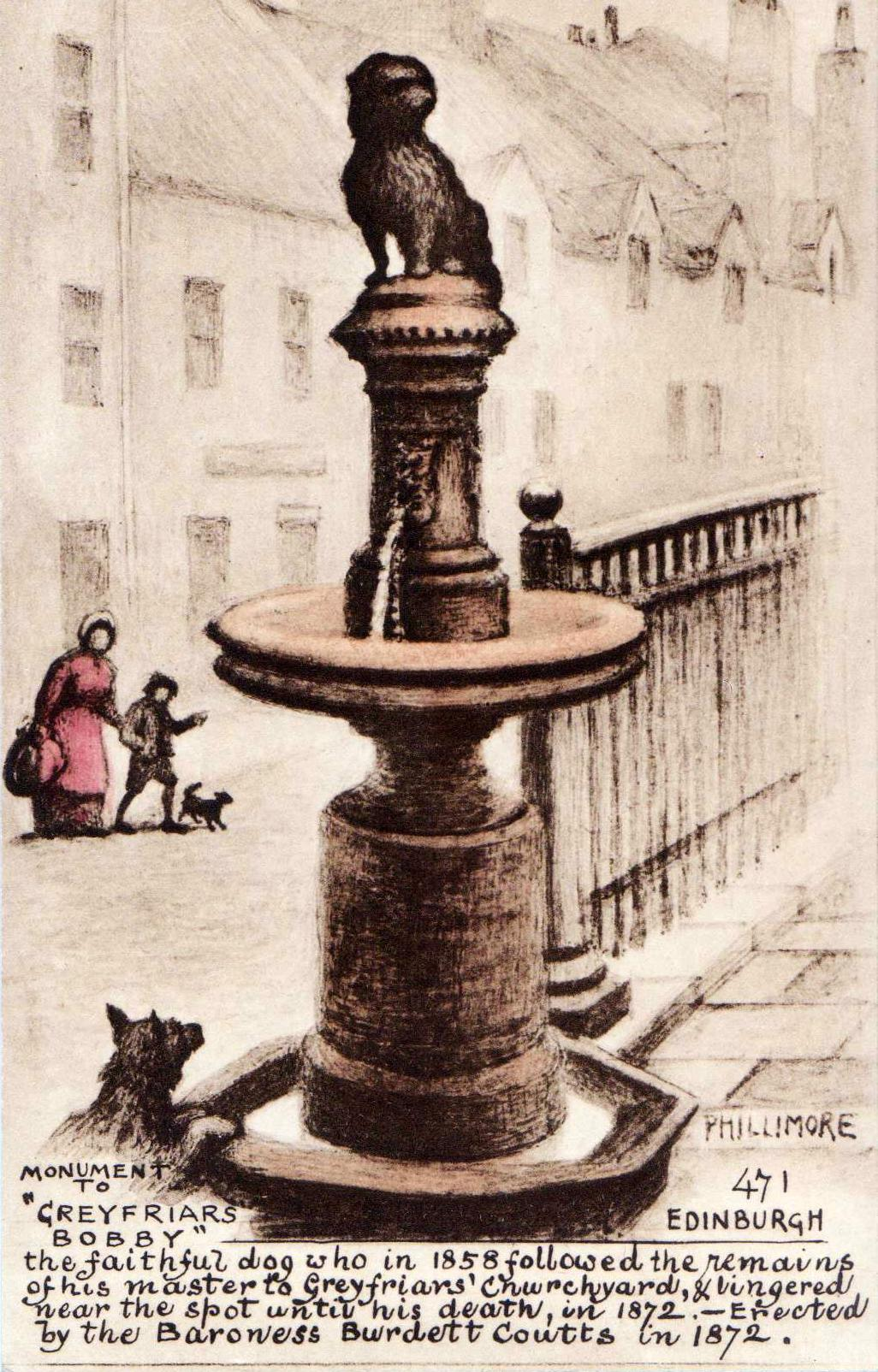
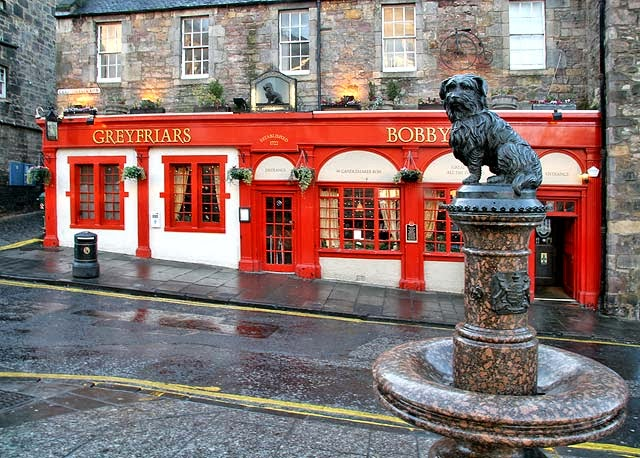